# Merremia steenisii
Merremia steenisii är en vindeväxtart som beskrevs av Van Ooststroom. Merremia steenisii ingår i släktet Merremia och familjen vindeväxter. Inga underarter finns listade i Catalogue of Life.